# 花園站 (香川縣)
花園站（日语：／ Hanazono eki */?）是位於香川縣高松市、隸屬於高松琴平電氣鐵道（琴電）的長尾線車站。車站編號為N03，現時為無人車站。是琴電制度下的「途中下車指定站」。
本站於下一站林道站的站距為現時長尾線中最長，達1.8公里，2013年時，高松市交通局曾考慮在途中加設新站，但現時仍未有任何計劃。

## 車站構造

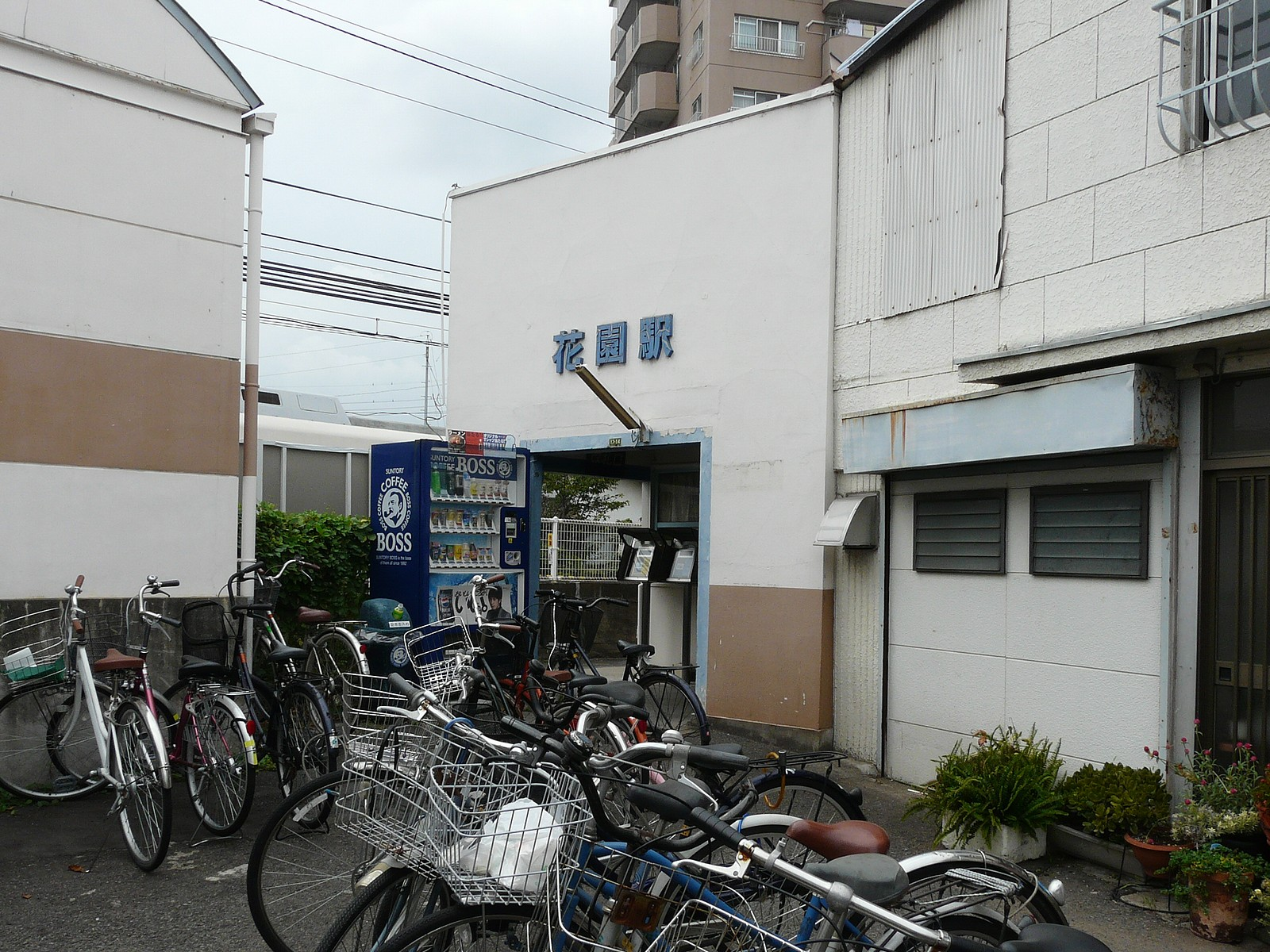
已拆卸的舊站房（2007年8月）。

車站出入口位於住宅小區內，須通過民房旁的通道前往，不過這段通道則經常放置了大量停泊的單車，使通道變得十分狹窄，雖然已有告示提示禁止，但成效不大。
過往曾建有1座2層高、以水泥及鋼架所建成的站房，玄關位設有對應出、入閘專用的IC卡感應器及一個細小的站務室，後來因精簡人手及節流原故，本站改為無人車站，約在2010年前拆卸，順道亦進行加建無障礙斜道的工程。現時則採用簡易車站模式，自動售票機及入閘專用的IC卡感應器則改設於2號月台後方、新建的有蓋小亭內，購買或拍卡後，左側沿無障礙斜道前往2號月台，右側通過儲物室後，沿平交後橫過路軌後、再經無障礙斜道過對面1號月台。

### 月台
側式月台2座，長度約為45米，當3輛編成的列車到站須稍為調節停車位置以便讓所有車門均能打開。月台上設有有蓋候車亭及候車座椅，並在斜道頂旁各放置了一座出閘用的感應器。而2號月台上亦建了1座男、女式共用洗手間1座。
| 月台 | 路線    | 上下行 | 方向           |
| ---- | ------- | ------ | -------------- |
| 1    | ■長尾線 | 上行   | 高松築港方向   |
| 2    | ■長尾線 | 下行   | 平木、長尾方向 |

## 歷史
- 1954年8月1日：由花園信號昇格至車站，開業並提供客運服務。

## 使用狀況
| 1日上落人數推斷 | 1日上落人數推斷 |
| 年度            | 1日平均人數     |
| --------------- | --------------- |
| 2011            | 703             |
| 2012            | 698             |
| 2013            | 716             |
| 2014            | 735             |
| 2015            | 969             |
| 2016            | 1,097           |
| 2017            | 1,051           |
| 2018            | 1,025           |
| 2019            | 1,073           |
| 2020            | 767             |
| 2021            | 767             |
| 2022            | 876             |

## 相鄰車站
高松琴平電氣鐵道
■長尾線
瓦町（N02）－花園（N03）－ 林道（N04）

## 外部連結
- 高松琴平電鐵花園站資訊 （页面存档备份，存于）（日語）